# Генерал-Тошево
Генерал-Тошево (болг. Генерал Тошево) — город в Болгарии. Находится в Добричской области, входит в общину Генерал-Тошево. Население составляет 6,8 тыс. человек (2012). Назван в честь известного болгарского военачальника генерала Стефана Тошева.
| Год  | Население |
| ---- | --------- |
| 1985 | 9281      |
| 1992 | 8955      |
| 2000 | 8290      |
| 2005 | 7618      |
| 2010 | 7130      |

## Политическая ситуация
Кмет (мэр) общины Генерал-Тошево — Димитр Михайлов Петров (Коалиция в составе 2 партий: Политическое движение социал-демократов (ПДСД) и Болгарская социалистическая партия (БСП)) по результатам выборов.